# ムアンチャイ・キティカセム
ムアンチャイ・キティカセム（英: Muangchai Kittikasem、1968年11月11日 - ）は、タイの元プロボクサー。チャイナート県出身。IBF世界ライトフライ級王者。WBC世界フライ級王者。世界2階級制覇王者。

## 来歴
ムエタイ選手としてキャリアを積み、1988年6月10日、プロデビュー。
1989年5月2日、7戦目で世界初挑戦。IBF世界ライトフライ級王者タシー・マカロス（フィリピン）に挑み、12回判定勝ち。無敗の世界王者に輝いた。以後、3度の防衛に成功。
1990年7月29日、アリゾナ州フェニックスでマイケル・カルバハルと対戦し、7回14秒TKO負けを喫し4度目の防衛に失敗、王座から陥落した。
1991年2月15日、WBC世界フライ級王者ソット・チタラダと対戦し、6回TKO勝ちを収め2階級制覇に成功した。
1991年5月18日、元WBC世界ライトフライ級王者の張正九（韓国）と対戦し、12回2分36秒TKO勝ちを収め2度目の防衛に成功した。
1992年2月28日、3度目の防衛戦でチタラダと再戦し、9回TKO勝ち。
1992年6月23日、両国国技館でユーリ海老原(協栄)と対戦。8回2分59秒KO負けを喫し4度目の防衛に失敗、王座から陥落した。なお、この試合はJBC等の主催する年間表彰において年間最高試合賞に選ばれている。
1993年3月20日、雪辱・王座返り咲きを懸け、ロッブリーでユーリと再戦するも、9回1分44秒TKO負けを喫し王座返り咲きに失敗した。前年に引き続き、この試合もJBC年間最高試合賞に選ばれた。この試合では第7ラウンドにムアンチャイがダウンし、その後もユーリが攻勢をかけている時に終了ゴングが30秒も早く鳴らされるなどムアンチャイ側に有利な工作があった。
その後、1994年は1試合も行わず。1995年は2試合、1996年は1試合を行ったが、以降は再び長期間試合から遠ざかる。
1999年2月22日、2年9か月ぶりの試合で仲里繁と対戦し、4回終了時に棄権した為TKO負けを喫し引退した。

## 獲得タイトル
- IBF世界ライトフライ級王座（防衛3）
- WBC世界フライ級王座（防衛3）